# Francisco Toledo Lobo
Francisco Toledo Lobo (Castelló de la Plana, 1962) és un Catedràtic de Ciències de la Computació i Intel·ligència Artificial de la Universitat Jaume I (UJI) de Castelló de la que ha sigut rector (2001-2010).

## Biografia
Llicenciat en Matemàtiques per la Universitat de València (UV) el 1985 i doctorat per la mateixa el 1990 amb una tesi sobre sistemes basats en el coneixement amb el títol de «VANESA: Una Aplicación de los Sistemas Basados en el Conocimiento a la Gestión del Tráfico Urbano de Valencia». És professor de l'UJI des de 1991 i anteriorment ho fou del Col·legi Universitari de Castelló.
Ha dirigit dos grans projectes del Programa de Tecnologia de la Informació de la Unió Europea, a més de desenvolupar altres projectes d'R+D de convocatòries públiques nacionals i internacionals. És coautor també de dos llibres sobre l'Educació Superior en el marc de l'Espai Europeu d'Educació Superior: "Universidad y Economía en Europa" (2006) i "Empleo y nuevas titulaciones en Europa (2009).

### Rector de l'UJI
Va ser vicerector d'Assumptes Econòmics i Planificació de l'UJI de 1995 a 1997 i vicerector d'Investigació i Planificació des de 1997 fins a juny de 2001. Des dels inicis de la Universitat ha estat vinculat a la seua gestió, ocupant diversos càrrecs, fins que el 2001 fou triat rector. Com a rector ha sigut vicepresident de la Xarxa Vives d'Universitats i president de la Xarxa de Gabinets de Comunicació de les Universitats Espanyoles (2002-2010).
També ha impartit multitud de conferències sobre el sistema de direcció estratègica en les universitats. La Universitat Jaume I, sota el seu mandat (agost de 2008), ha sigut la primera universitat espanyola a aconseguir el segell europeu d'Excel·lència en Gestió 500+ segons l'exigent model de qualitat EFQM (European Foundation for Quality Management).

### Premis internacionals
El 2005 va obtindre la Medalla Machupicchu atorgada per l'Institut Nacional de Cultura del Perú per la labor exercida des del 2002 en pro de la conservació de l'entorn del Machu Picchu. El 2010 fou nomenat Doctor Honoris Causa per la Universitat Ricardo Palma de Lima (Perú) «en reconeixement de la seua prestigiosa carrera acadèmica i professional i per les seues aportacions a la unitat iberoamericana universitària.» En 2019 va obtindre la Medalla d´Or atorgada per la Universitat Jaume I de Castelló.

### Activitat política
Tot i no militar a cap partit polític, Francisco Toleda ha estat proper al socialisme. Fou un dels intel·lectuals que feu costat al president José Luís Rodríguez Zapatero a les eleccions generals de 2008 i encapçalà la candidatura del PSPV per la circumscripció de Castelló a les eleccions de 2011, pel qual és diputat a les Corts Valencianes en la VIII Legislatura.
En març de 2015 va protagonitzar l'anècdota del final de la legislatura quan es va declarar a la seva companya de partit Dèlia Valero Ferri en el ple de les Corts Valencianes.